# Bund semicircular

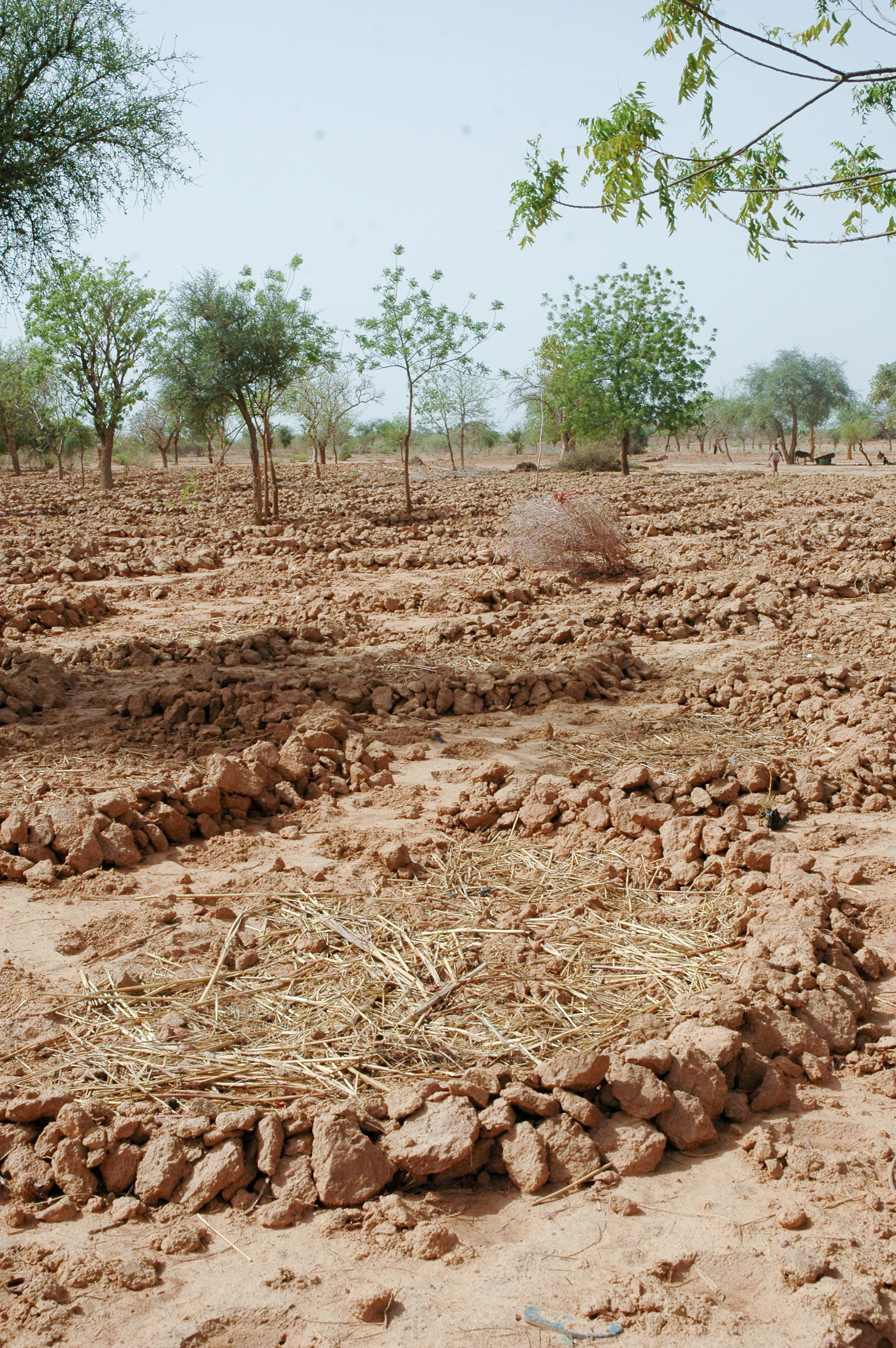
Uma meia-lua no Burkina Faso.

Um bund semicircular (também conhecido como demi-lune ou meia-lua) é uma técnica de captação de água da chuva que consiste em cavar buracos semilunares no solo com a abertura perpendicular ao fluxo de água.

## Contexto
Estas covas são orientadas contra o declive do terreno, gerando um pequeno dique na zona curva com o solo da própria cova, de modo a captar a água da chuva que corre para baixo.
Estas estruturas permitem que a água penetre no solo, retendo no subsolo uma maior quantidade de humidade. Mas também evita a perda de solo fértil.
Os bunds semicirculares são utilizados para reflorestar zonas áridas com padrões de chuva irregulares, permitindo o crescimento de plantas e árvores, como no Sahel.